# カンタン (昆虫)
カンタン（邯鄲、Oecanthus longicauda）は、極東に分布するバッタ目（直翅目）コオロギ科に分類される昆虫の一種。ただし21世紀初頭の日本ではコオロギ科からマツムシ科を独立させ、そのうちのカンタン亜科に分類するのが主流である。またカンタン科を独立させて、そこに分類する考えなどもある。
カンタンの名は明治時代の文献に見える。中国の古都邯鄲の字をあてているのは当て字で、鳴き声から名がついたものかという。
夏の終わりから晩秋まで約2ヶ月近くその音色を聞くことが出来るが、個体としての成虫の寿命は短い。
旭川市の「市民の虫」に指定されている。

## 分布
- ロシア（沿海地方、シベリア）
- 日本（北海道、本州、四国、九州）
- 朝鮮半島
- 中国[1]。

なお、『外来種ハンドブック』（日本生態学会（編）、地人書館、2002、p.312）では本種を外来種としてリストアップし、それを引用した国立環境研究所の侵入生物データベースにも外来種として名が挙げられているが、日本直翅類学会では「本種は外来種ではない」と明言している。

## 形態
体長11 - 20mm。スズムシ程の大きさで、羽根を立てて鳴いている時はシルエットもやや似ている。体は細長く、長い触角を持ち、薄黄色をしている。成虫の腹部下面（腹部腹板）は通常黒くなる。

## 生態
クズ、ヨモギ、ススキ、カナムグラなどが多い草地に生息する。これら草本が密生し湿度の高い状態を好むことから、とりわけ河川等の岸辺に多数生息する。そのため、草刈りの有無が生息の制限因子になると考えられる。成虫は8 - 11月にかけて出現する。
オスは夜間、葉に空いた穴やえぐれなどから頭を覗かせ「ルルルルルルルル」と連続して鳴く。図鑑その他でよく「穏やかな声」といわれるが、これは野生の生息地で多くの草本により音が遮蔽され和らげられるからで、至近距離や室内で聞くその声は、大音量の「ティピピピピピピピピピ…!!」というようなやかましいものである。
姿が小さく、人の気配に非常に敏感で鳴き声を頼りに探すのはかなり困難であり、根気を要する。捕獲するので有ればむしろ昼の方が良く、鳴き声がした場所を覚えておき、植物の枝の先、特にアブラムシが居るような場所を丹念に探すと捕まえることが出来る。
静止し澱んだ空気よりも、ある程度風通しがよい状態でよく鳴く傾向にある。ただ、近接状態を嫌うため、互いに10数cm以内の距離に接近したり、同じ飼育容器に入れられると、継続して鳴かなくなる、または全く鳴かなくなり、闘争する。
コオロギの仲間としては飛翔能力がたいへん優秀である。翅型の区別などは無く自在に飛ぶ。蓋の無い容器からはたちまち飛び出して逃げてしまう。また、マツムシ科やクサヒバリ科、キリギリス科ほど強力ではないが垂直滑面を歩行できる吸盤を附節に有する。
食性は肉食性が強い雑食性で、アブラムシを好んで食べるほか、ヨモギやクズなどの葉も食べる。幼虫は花粉や花びらも好む。糖分と動物質が不足すると幼虫は成長が止まり、多くが死亡する。アブラムシを好んで捕食するのは、体内にその糖分が豊富だからであると考えられている。飼育下では観賞魚用の餌やドッグフードを食べて問題なく生育するが、これも蜂蜜などを混ぜて与えたほうが好結果を得られる。
9月中旬頃から産卵をはじめ、直径が5-8mmの生きたヨモギなどの茎に噛み傷をつけ、産卵管を差し込んで数個の卵を産む。卵は翌年の6月中旬頃に孵化する。

## 分類

### 原記載
- 原記載：Oecanthus longicauda Matsumura, 1904[6]. 日本千蟲圖解 第一巻 p. 136-137（本文）, 図版解説, pl. 6, fig. 10（図版）.
- タイプ産地：札幌[7]:p.60 （ただし原記載には不記）
- タイプ標本：シンタイプ2個体（雌雄）（北海道大学農学部昆虫体系学教室所蔵）[7]:p.60

### 日本のカンタン属
カンタン属 Oecanthus Audinet-Serville, 1831には世界で約66種が知られるが、そのうち日本には以下の5種が生息するとされる。いずれもよく似ているが、5種のうち腹部腹板が黒色になるのはカンタンのみである。ただしカンタンにも腹板が黒くならない個体が出現することもあり、同定はやや難しい。
ヒロバネカンタン Oecanthus eurytra Ichikawa, 2001
本州、四国、九州、南西諸島、朝鮮半島、台湾（?）、タイ、カンボジア、パキスタン（?）に分布。オスの前翅は幅広い。通常は淡緑色だが、九州などには褐色のメスがいる。オスメスともに腹部腹板は黒くない。
カンタンより南方系で、より乾燥した環境にも耐える。成虫は関東近辺では6-7月と9-10月頃の2回現れる。
鳴き声はカンタンとは似てもにつかず、「ビー・ビー・ビー…」と等間隔に区切って鳴く単調なものである。
カンタン同様飛翔力を有するが、より移動力に優れているようで最近では温暖化も手伝って分布を北上させている。
基本的な生態・食性などはカンタンに準ずる。
インドカンタン Oecanthus indicus Saussure, 1878
奄美大島以南、台湾、東南アジア、インド等に分布。体長はオス…17.5mm（翅端まで14.8mm）、メス…14.7mm（翅端まで18mm、産卵器先端まで24.2mm）ほど。普通は淡褐色、腹部腹板は黒くない。産卵器は短く5mm前後。
カンタン Oecanthus longicauda Matsumura, 1904
本項参照。
チャイロカンタン Oecanthus rufescens Audinet-Serville, 1839
奄美大島、八重山諸島、東南アジア、インド、オーストラリア等に分布。体長はオス…16.7mm（翅端まで15.3mm）、メス…14.8mm（翅端まで19.7mm、産卵器先端まで24.2mm）ほど。淡褐色でインドカンタンによく似る。平地の荒地に棲み、夜にリューー・リューーと鳴くが、日本のものとオーストラリアのものでは鳴き声が違う。
コガタカンタン Oecanthus similator Ichikawa, 2001
日本固有種。本州、四国、九州に分布。体長はオス…11.7-13.4mm（翅端まで14.2-18.1mm）、メス…13.8mm（翅端まで15.8-20.6mm、産卵器先端まで20.7mm）ほど。カンタンによく似ていてやや小型。腹部腹面は黒くない。カンタンが気温が低ければ日中でも鳴くのに対し、コガタカンタンは夜しか鳴かない。キイチゴ属の植物上に限って見られる。